# Črna na Koroškem (plaats)
Črna na Koroškem is een plaats in Slovenië en maakt deel uit van de gelijknamige gemeente in de NUTS-3-regio Koroška. De plaats telde 2.201 inwoners op 1 januari 2020.